# 애플 리사
애플 리사(Apple Lisa)는 애플이 개발하고 1983년 1월 19일부터 1986년 8월 1일까지 생산되었으며, 매킨토시의 뒤를 잇는 데스크톱 컴퓨터이다. 그래픽 사용자 인터페이스(GUI)를 통해 작동 가능한 최초의 대량 생산 개인용 컴퓨터였다. 1983년에 리사와 같은 기계는 여전히 너무 비싸서 주로 개인 및 중소기업을 대상으로 훨씬 크고 값비싼 IBM과 같은 메인프레임이나 미니컴퓨터에 대한 혁신적인 새로운 대안으로 판매되었다. 이러한 기계들은 공급업체의 추가적이고 값비싼 컨설팅, 특별히 훈련된 인력 고용, 또는 최소한 유지 보수 및 작동을 위한 훨씬 가파른 학습 곡선을 요구했다.
"LISA" 프로젝트 개발은 1978년에 시작되었다. 많은 변화를 거쳐 5 메가바이트 하드 드라이브와 함께 1983년에 US$9995에 출하되었다. 높은 가격, 불충분한 소프트웨어, 신뢰할 수 없는 FileWare (코드네임 Twiggy) 플로피 디스크, 그리고 더 저렴하고 빠른 매킨토시의 임박한 출시로 인해 영향을 받았다.:79 2년 동안 단 6만 대의 리사 유닛만 판매되었다.:77
리사는 상업적인 실패로 간주되었지만, 매킨토시와 결국 IBM PC 호환기종에 다시 나타난 몇 가지 고급 기능을 도입하며 기술적으로는 찬사를 받았다. 여기에는 메모리 보호 기능이 있는 운영체제와 문서 지향적 워크플로우가 포함된다. 컴퓨터 하드웨어는 하드 디스크 드라이브 지원, 최대 2 메가바이트(MB)의 랜덤 액세스 메모리(RAM), 확장 슬롯, 더 크고 높은 해상도의 디스플레이를 포함하여 다음 매킨토시보다 전반적으로 더 발전했다.
리사의 CPU와 저장 시스템은 운영체제와 응용 프로그램, 특히 오피스 제품군의 복잡성, 그리고 모토로라 메모리 관리 장치의 부재로 인한 임시적인 보호 메모리 구현으로 인해 부담을 받았다. 소비자 시장을 겨냥한 비용 절감 조치와 68000 프로세서의 지연된 가용성 및 디자인 과정에 미친 영향은 사용자 경험을 둔화시켰다. 워크스테이션급의 높은 가격과 기술 소프트웨어 응용 프로그램 라이브러리의 부족은 모든 시장에서 판매를 어렵게 만들었다. IBM PC의 인기와 애플이 더 저렴한 매킨토시를 통해 스스로와 경쟁하기로 한 결정 또한 리사의 수용을 방해했다.
1981년, 스티브 잡스가 애플 이사회에 의해 리사 프로젝트에서 강제로 축출된 후, 그는 1979년에 1천 달러 미만의 텍스트 기반 어플라이언스 컴퓨터로 구상했던 제프 래스킨의 매킨토시 프로젝트를 차지했다. 잡스는 즉시 매킨토시를 그래픽 기반으로 재정의했지만, 리사에 비해 더 저렴하고 더 집중된 대안으로 만들었다.
1984년 1월에 출시된 매킨토시는 리사의 부진한 판매를 빠르게 추월했다. 잡스는 래스킨의 프로젝트를 맡으면서 애플 II 부서에서 그랬던 것처럼 점점 더 많은 리사 직원을 흡수하기 시작했다. 새로운 리사 모델은 단점을 보완했지만, 대대적인 가격 인하에도 불구하고 플랫폼은 훨씬 저렴한 맥에 필적하는 판매량을 달성하지 못했다. 리사 2/10은 최종 모델이었고, 이후 고급 매킨토시 XL로 리브랜딩되었다.:79

## 역사

### 개발

#### 이름
원래 문서는 "The Lisa"로만 언급하지만, 애플은 공식적으로 이 이름이 "Local Integrated Software Architecture"의 두문자어라고 밝혔다. 리사 (1978년 출생)는 스티브 잡스의 첫 딸의 이름이었기 때문에, 이 이름이 개인적인 연관성을 가지고 있으며, 역두문자어가 나중에 이름에 맞춰 고안되었을 수도 있다고 추론되기도 했다. 앤디 헤르츠펠드는 1982년 후반 애플 마케팅 팀이 "Lisa"와 "Macintosh" (당시 제프 래스킨이 단순히 내부 프로젝트 코드명으로 간주했음)를 대체할 이름을 찾기 위해 마케팅 컨설팅 회사를 고용한 후 모든 제안을 거부하고 "Lisa"라는 이름에서 역두문자어가 역설계되었다고 말했다. 개인적으로, 헤르츠펠드와 다른 소프트웨어 개발자들은 "Lisa: Invented Stupid Acronym"이라는 재귀적 역두문자어를 사용했고, 컴퓨터 산업 시사평론가들은 리사의 이름에 맞춰 "Let's Invent Some Acronym"이라는 용어를 만들었다. 수십 년 후, 잡스는 그의 전기 작가 월터 아이작슨에게 "분명히 내 딸의 이름을 따서 지은 것이다"라고 말했다.

#### 연구 및 디자인
이 프로젝트는 1978년 애플 II로 대표되는 당시의 전통적인 디자인의 보다 현대적인 버전을 만들려는 노력으로 시작되었다. 10명의 팀은 굿 어스 레스토랑 옆에 있는 20863 스티븐스 크릭 불러바드에 첫 전용 사무실을 차지하고 "굿 어스 빌딩"이라는 별명을 붙였다. 초기 팀 리더였던 켄 로스물러는 곧 존 카우치로 교체되었고, 그의 지휘 아래 프로젝트는 최종 출시될 "창과 마우스 기반" 형태로 발전했다. 트립 호킨스와 제프 래스킨은 이러한 디자인 변경에 기여했다. 애플의 공동 설립자 스티브 잡스는 이 개념에 참여했다.
제록스의 팰로앨토 연구소(PARC)에서는 이미 컴퓨터 화면을 인간적으로 구성하는 새로운 방법을 만들기 위한 연구가 수년 동안 진행되어 왔으며, 이는 데스크톱 메타포로 알려지게 되었다. 스티브 잡스는 1979년에 PARC를 방문하여 알토의 혁신적인 마우스 구동 GUI에 몰입하고 흥분했다. 1979년 말까지 잡스는 애플 주식을 제록스에 판매하는 것을 성공적으로 협상했으며, 그 대가로 그의 리사 팀은 PARC에서 진행 중인 연구 프로젝트 두 가지를 시연받았다. 애플 팀이 알토 컴퓨터의 시연을 보았을 때, 그들은 작동 가능한 GUI를 구성하는 기본 요소를 실제로 볼 수 있었다. 리사 팀은 그래픽 인터페이스를 주류 상업 제품으로 만드는 데 많은 노력을 기울였다.
리사는 애플의 주요 프로젝트였으며, 개발에 5천만 달러 이상을 지출한 것으로 알려졌다. 90명 이상의 사람들이 디자인에 참여했으며, 기계 출시를 위한 판매 및 마케팅 노력에 더 많은 사람들이 참여했다. BYTE 잡지는 웨인 로싱을 기계가 생산에 들어갈 때까지 컴퓨터 하드웨어 개발에서 가장 중요한 인물로 평가했으며, 그 시점에서 그는 전체 리사 프로젝트의 기술 책임자가 되었다. 하드웨어 개발 팀은 로버트 파라토레가 이끌었다. 산업 디자인, 제품 디자인 및 기계적 패키징은 리사의 수석 제품 디자이너인 빌 드레셀하우스가 그의 내부 제품 디자이너 팀과 결국 IDEO가 된 회사에서 계약한 제품 디자이너 팀과 함께 이끌었다. 브루스 대니얼스는 애플리케이션 개발을 담당했고, 래리 테슬러는 시스템 소프트웨어를 담당했다. 사용자 인터페이스는 6개월 만에 디자인되었고, 그 후 하드웨어, 운영체제 및 애플리케이션이 모두 병렬로 생성되었다.
1980년, 스티브 잡스는 리사 프로젝트에서 강제로 축출되었고, 그는 제프 래스킨의 기존 매킨토시 프로젝트를 차지했다. 래스킨은 1979년부터 매킨토시를 텍스트 기반 어플라이언스 컴퓨터로 구상하고 이끌어왔다. 잡스는 매킨토시를 리사 개념의 더 저렴하고 더 사용하기 쉬운 형태로 재정의하고, 리사 팀과 병렬로 경쟁하려는 상당한 동기를 가지고 스컹크 웍스 프로젝트를 이끌었다.
1981년 9월, IBM PC 발표 아래 인포월드는 리사, "맥킨토시", 그리고 비밀리에 개발 중인 또 다른 애플 컴퓨터가 "1년 안에 출시될 예정"이라고 보도했다. 이 기사는 리사가 68000 프로세서와 128KB RAM을 가지고 있으며, "새로운 제록스 스타와 훨씬 낮은 가격으로 경쟁하기 위해 설계되었다"고 설명했다. 1982년 5월, 이 잡지는 "애플이 아직 발표하지 않은 리사 68000 네트워크 워크스테이션도 마우스를 가지고 있다는 소문이 널리 퍼져 있다"고 보도했다. BYTE는 그 달에 비슷한 소문을 보도했다.

### 출시
리사는 1983년 1월 19일에 발표되었다. 그 때까지 언론은 매킨토시가 비슷한 기능을 가진 훨씬 저렴한 애플 컴퓨터로, 아마도 1983년 후반에 출시될 예정이라는 소문을 논의했다. 애플 컨피덴셜은 "리사가 6월에 출시되기 전에도 언론은 더 빠르고 저렴하게 작동하는 '베이비 리사'의 가을 출시 루머로 가득했다. 그 이름은 매킨토시였다"고 말했다.:79 리사의 낮은 판매량은 1984년 1월 매킨토시 출시로 빠르게 추월당했다. 리사의 단점을 보완하고 가격을 상당히 낮춘 새로운 버전의 리사가 출시되었지만, 훨씬 저렴한 맥에 필적하는 판매량을 달성하지 못했다. 매킨토시 프로젝트는 훨씬 더 많은 리사 직원을 흡수했다. 최종 개정판인 리사 2/10은 수정되어 매킨토시 XL로 판매되었다.:79

### 단종
높은 비용과 출시일 지연은 리사의 단종에 기여했지만, 리사는 4995달러로 재포장되어 리사 2로 판매되었다. 1986년에 전체 리사 플랫폼은 단종되었다.
1987년, 썬 리마케팅은 약 5,000대의 매킨토시 XL을 구매하여 업그레이드했다. 1989년, 썬 리마케팅의 도움으로 애플은 팔리지 않은 재고에 대한 세금 감면을 받기 위해 유타주 로건에 있는 보호된 매립지에 약 2,700대의 팔리지 않은 리사 유닛을 폐기했다. 썬 리마케팅을 인수한 체로키 데이터가 사업을 중단할 때까지 일부 남은 리사 컴퓨터와 예비 부품을 구할 수 있었다.

## 개요

### 하드웨어

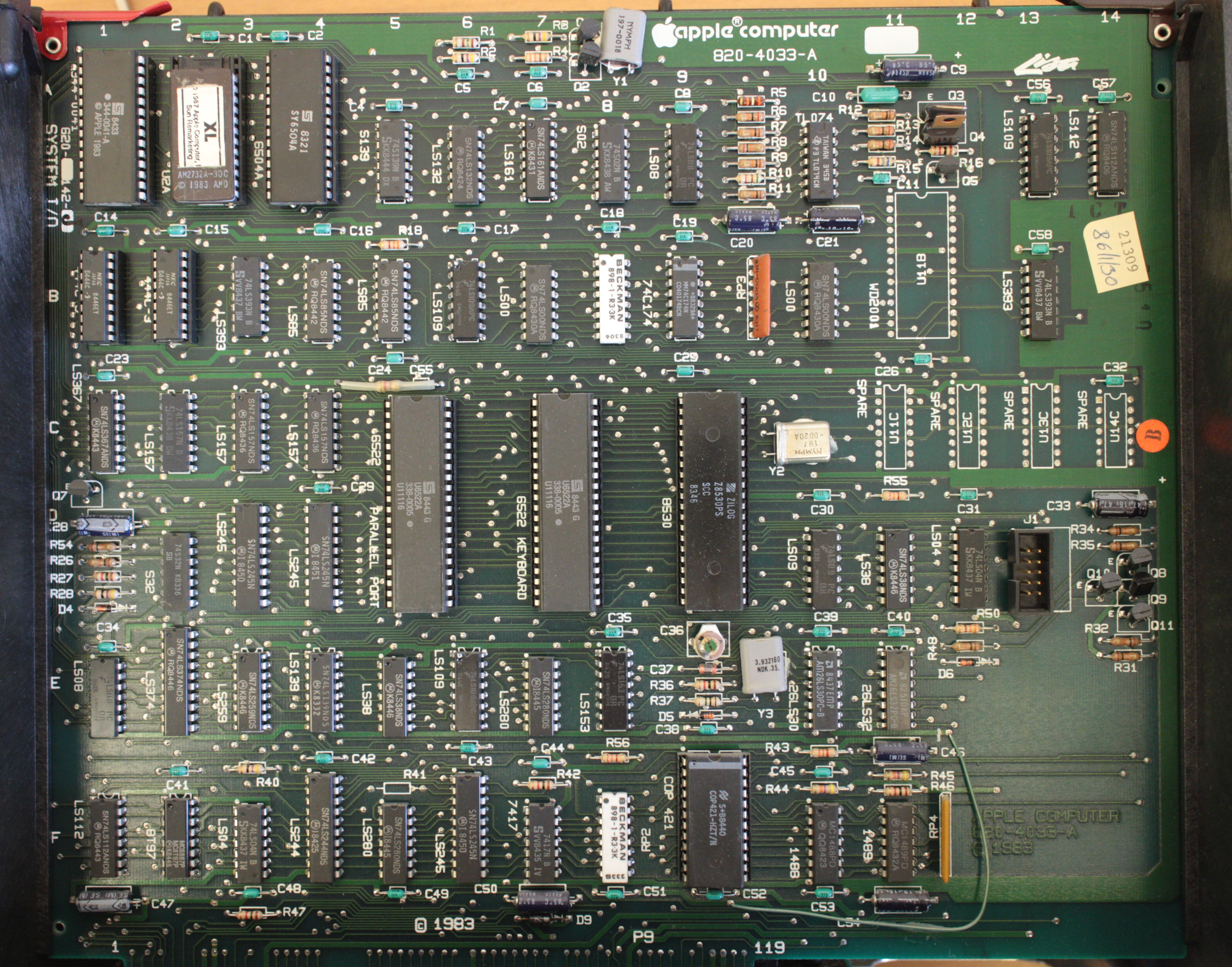
이 리사 I/O 보드에는 매킨토시 XL UV-EPROM이 설치되어 있다.

리사는 1983년 1월 19일에 처음 출시되었다. 상업적으로 판매된 최초의 그래픽 사용자 인터페이스(GUI) 개인용 컴퓨터 시스템 중 하나이다. 5 MHz로 클럭되는 모토로라 68000 CPU를 사용하며 1 MB의 RAM을 가지고 있다. 2 MB로 업그레이드할 수 있으며 나중에는 512 킬로바이트만큼 적게 출하되었다. CPU 속도와 모델은 리사 1 출시부터 하드웨어가 매킨토시 XL로 재포장될 때까지 변경되지 않았다.
실시간 시계는 4비트 정수를 사용하며 기준 연도는 1980년으로 정의된다. 소프트웨어는 1981년 미만의 값을 허용하지 않으므로 유효 범위는 1981-1995년뿐이다. 실시간 시계는 주 전원이 없을 때 몇 시간만 지속되는 4틀:Tsp× AA-셀 NiCd 배터리 팩에 의존한다. 시간이 지남에 따라 고장나기 쉬운 배터리 팩은 부식성 전해질을 누출하여 회로 기판을 망가뜨릴 수 있다.
통합된 흑백 모니터는 12-인치 (30 cm) 화면에 720틀:Tsp× 364개의 직사각형 픽셀을 가지고 있다.
리사의 프린터 지원에는 애플의 닷 매트릭스, 데이지 휠, 이미지라이터 닷 매트릭스 프린터와 캐논의 새로운 컬러 잉크젯 기술이 포함된다.
원래 리사는 나중에 리사 1이라고 불리며, 두 개의 파일웨어 5.25인치 양면 가변 속도 플로피 디스크 드라이브를 가지고 있었는데, 이는 애플의 코드네임 "트위기"로 더 흔히 알려져 있다.:77–78 이 드라이브들은 당시로서는 매우 높은 약 871 kB (의도적으로 kB, 1000 바이트)의 용량을 가지고 있었지만 신뢰할 수 없었으며:78 독점적인 디스켓을 사용했다. 높은 디스켓 데이터 저장 용량을 가진 경쟁 시스템들은 훨씬 더 큰 8인치 플로피 디스크를 가지고 있었는데, 이는 소비자 시스템에는 번거롭고 구식으로 간주되었다.
리사 1의 혁신에는 불량 블록에 대비하여 블록을 예약하는 블록 스페어링 기능이 포함되어 있으며, 이는 플로피 디스크에서도 가능하다. 중요한 운영체제 정보는 손상 시 복구를 위해 중복 저장된다.

#### 리사 (1983)
원래 리사 컴퓨터 (리사 1)는 1983년 1월에 소개되었고 1983년 6월에 출하를 시작했다. 이 기기는 5MHz 모토로라 68000 프로세서로 구동되었고, 12인치 (30cm) 화면에 720 × 364 직사각형 픽셀을 표시하는 통합형 흑백 모니터를 가지고 있었다. 이 컴퓨터는 두 개의 "Twiggy" 플로피 디스크 드라이브와 함께 리사 OS 및 사무 생산성 소프트웨어와 함께 출하되었다. 인터페이스에는 분리형 키보드, '얇은 버튼' 마우스, Apple ProFile 외장 하드 드라이브를 위한 병렬 포트, 그리고 향후 업그레이드를 위한 3개의 확장 슬롯이 포함되었다. 리사는 1983년 1월에 9,995달러의 비용으로 출시되었다.

#### 리사 2 (1984–1985)

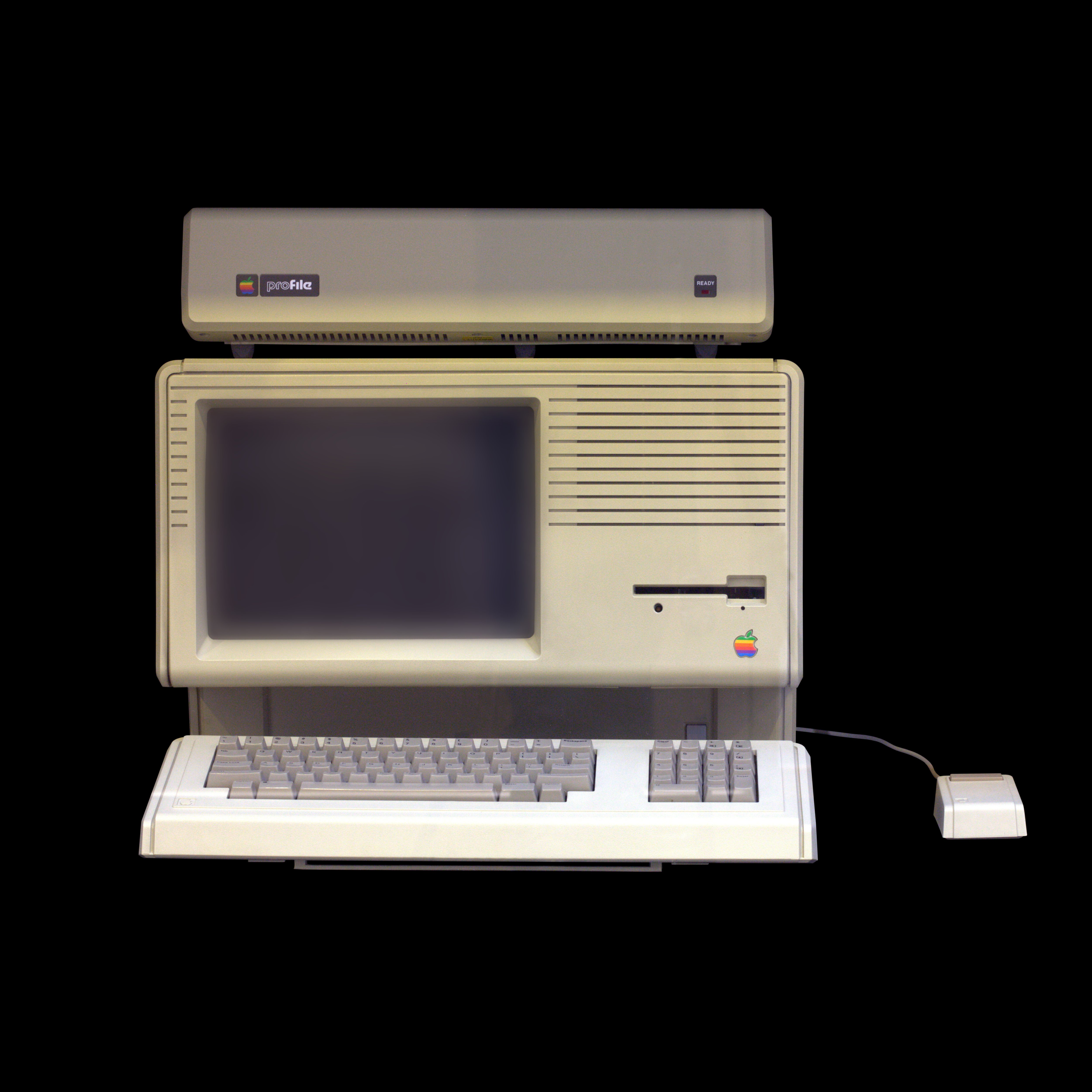
리사 2

두 번째 하드웨어 개정판인 리사 2는 1984년 1월에 출시되었으며 가격은 3495달러에서 5495달러 사이였다.:79 원래 모델보다 훨씬 저렴했으며, 트위기 플로피 드라이브 대신 단일 400K 소니 마이크로플로피를 사용했다. 리사 2는 512KB의 RAM을 가지고 있다.
리사 2 제품군은 외장 ProFile 하드 드라이브(5 메가바이트 용량)와 번들로 제공되는 리사 2/5 또는 외장 ProFile 하드 드라이브(10 메가바이트 용량)와 번들로 제공되는 리사 2/10을 포함했다.
Twiggy 드라이브와 소프트웨어를 사용하는 원래 리사 (1983) 컴퓨터 소유자에게는 리사 2로의 무료 업그레이드가 제공되었다. 업그레이드는 Twiggy 드라이브 두 개를 단일 3.5인치 드라이브로 교체하고 부트 ROM 및 I/O ROM을 업데이트하며 IO 보드를 수정했다. 업그레이드에는 새로운 인레이된 애플 로고가 통합된 새로운 마이크로디스크 (400K) 드라이브를 수용하기 위한 리사 2의 새로운 전면 페이스플레이트가 포함되었다. 이 페이스플레이트는 애플의 스노 화이트 디자인 언어(Snow White design language) 요소를 통합한 최초의 제품이었다.
초기 매킨토시 소프트웨어를 개발하려면 리사 2가 필요했다. 초기 애플 II‍—‍와 비교하여 리사를 위한 타사 하드웨어 제공은 상대적으로 적었다. AST는 1.5 MB 메모리 보드를 제공했는데, 이는 표준 애플 512 KB 메모리 보드와 결합되어 리사를 총 2 MB의 메모리로 확장했으며, 이는 MMU가 주소 지정할 수 있는 최대 양이다.
리사 제품 수명 후기에는 타사 하드 디스크 드라이브, SCSI 컨트롤러, 양면 3.5인치 플로피 디스크 업그레이드가 있었다. 원래 매킨토시와 달리 리사에는 확장 슬롯이 있다. 리사 2 마더보드는 전자 부품이 거의 없는 매우 기본적인 백플레인을 가지고 있지만, 많은 에지 커넥터 소켓과 슬롯이 있다. RAM 슬롯 2개, CPU 업그레이드 슬롯 1개, I/O 슬롯 1개가 모두 병렬로 되어 있다. 다른 쪽 끝에는 리사 슬롯 3개가 병렬로 있다.
1984년 후반, 리사 2/10은 내부 10MB 하드 드라이브 (위젯 드라이브), 병렬 포트 및 내부 카드를 제거한 수정된 마더보드, 업그레이드된 전원 공급 장치, 그리고 표준 1 MB RAM 구성을 통합한 또 다른 변형을 내놓았다. 하드웨어 및 배선 하네스가 원래 리사 1 또는 2 섀시와 전기적으로 호환되지 않아 이 구성에 대한 업그레이드 경로는 없었다.

##### 매킨토시 XL (1985–1986)

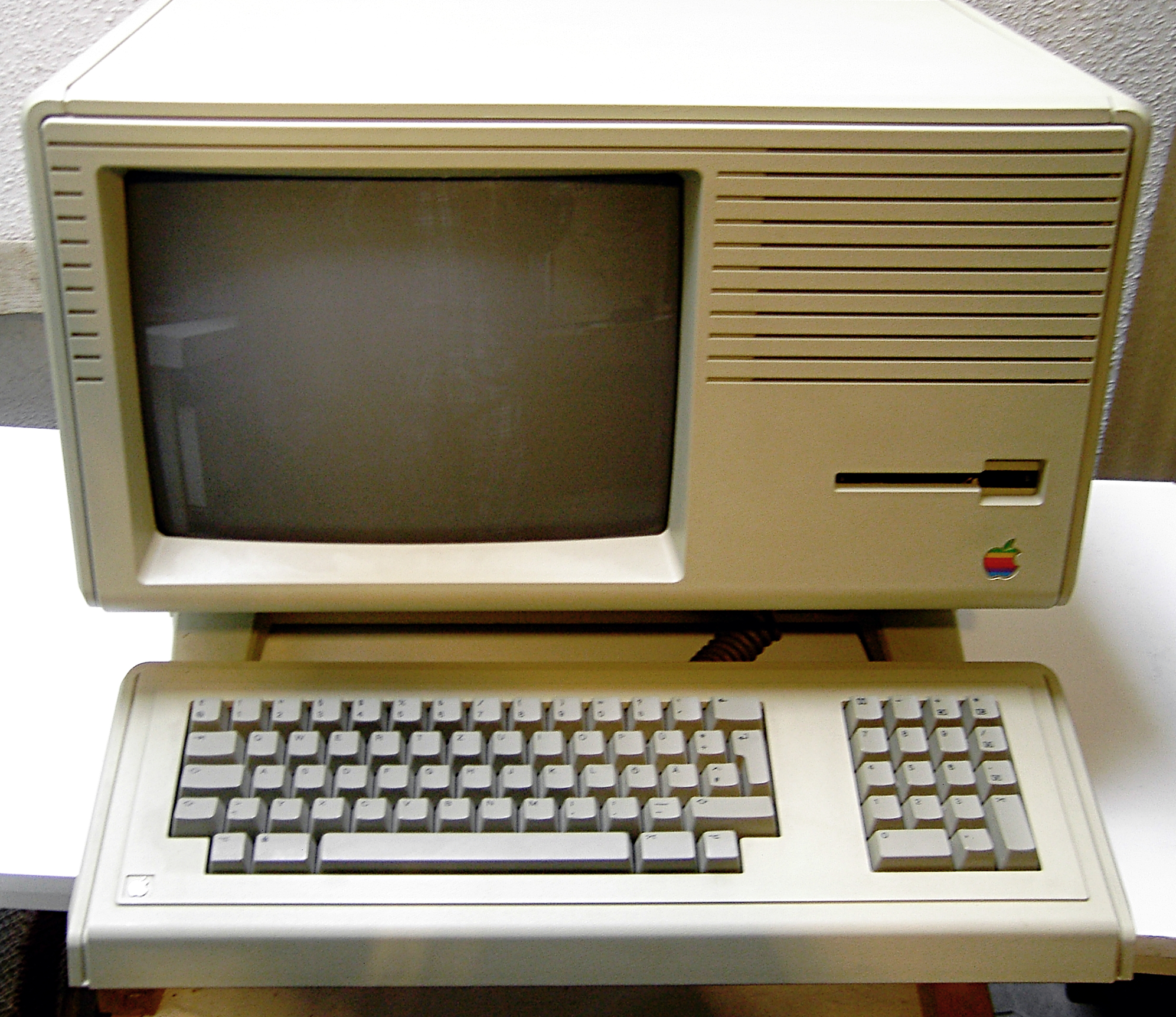
매킨토시 XL

1985년 1월, 매킨토시 출시 이후 리사 2/10(통합 10MB 하드 드라이브 포함)은 매킨토시 XL로 리브랜딩되어 고급 매킨토시로 자리매김했다. 가격은 다시 4,000달러로 인하되었고 판매량은 세 배로 늘었지만, 존 스컬리 CEO는 애플이 새로운 수요를 충족하기 위해 생산량을 늘리면 손해를 볼 것이라고 말했다. 리사 컴퓨터를 위한 업그레이드 키트가 있었는데, 하드웨어 및 소프트웨어 키트를 포함하여 매킨토시 모드로 재부팅하고 리사의 직사각형 픽셀 대신 정사각형 픽셀을 표시할 수 있게 했다.
애플은 매킨토시 XL을 단종시켰고, 1986년 매킨토시 플러스가 출시될 때까지 애플의 고급 제품 라인에 8개월간의 공백을 남겼다.

### 소프트웨어

#### 리사 OS
리사 운영체제는 보호 메모리 기능을 제공하는데, 이는 완전한 메모리 관리 장치를 갖춘 Sun-1 워크스테이션 (약 1982년)과 비교하면 조잡한 하드웨어 회로를 통해 가능하다. 모토로라는 68000용 MMU (메모리 관리 장치)를 제때 준비하지 못했기 때문에, 타사에서 자체적으로 개발했다. 애플의 것도 비용 절감 타협의 결과로 성능이 저조하다. 3년 전에 출시된 애플 III SOS 운영체제의 요소를 부분적으로 기반으로 한 리사의 디스크 운영체제는 또한 계층적 디렉토리로 파일을 구성한다. 파일 시스템 디렉토리는 리사가 많이 빌려온 이전 제록스 PARC 컴퓨터와 마찬가지로 GUI 폴더에 해당한다. 리사는 첫 매킨토시와 달리 하드 드라이브를 중심으로 설계되었다.
리사에는 두 가지 주요 사용자 모드가 있다: 리사 오피스 시스템과 워크숍. 리사 오피스 시스템은 최종 사용자를 위한 GUI 환경이다. 워크숍은 프로그램 개발 환경이며, GUI 텍스트 편집기를 사용하지만 거의 전적으로 텍스트 기반이다. 리사 오피스 시스템은 결국 7/7로 이름이 변경되었는데, 이는 제공되는 7가지 응용 프로그램인 LisaWrite, LisaCalc, LisaDraw, LisaGraph, LisaProject, LisaList, LisaTerminal을 의미한다.
애플의 보증은 이 소프트웨어가 명시된 대로 정확히 작동한다고 명시했으며, 애플은 불특정 수의 사용자에게 시스템 비용을 전액 환불했다. 이러한 운영체제의 취약점과 값비싼 리콜, 그리고 매우 높은 가격이 결합되어 리사는 시장에서 실패했다. NASA는 주로 LisaProject 프로그램을 사용하기 위해 리사 기기를 구매했다.
2018년, 컴퓨터 역사 박물관은 리사 OS의 소스 코드를 공개할 것이라고 발표했다. 이는 애플의 확인을 거쳐 다른 지적 재산에 영향을 미치지 않도록 한 후에 이루어졌다. 저작권상의 이유로, 이 공개에는 아메리칸 헤리티지 사전이 포함되지 않는다. 2023년 1월 19일 40주년을 맞아, 리사 OS 소프트웨어 버전 3.1의 소스 코드는 Apple Academic License Agreement 하에 제공된다.

#### MacWorks
1984년 4월, 매킨토시 출시 후 애플은 리사가 매킨토시 시스템 소프트웨어와 응용 프로그램을 실행할 수 있도록 하는 소프트웨어 에뮬레이션 환경인 MacWorks를 도입했다. MacWorks는 리사의 시장 매력을 향상시켰다. 초기 매킨토시 운영체제가 처음으로 하드 디스크 지원을 얻은 후, MacWorks도 9월에 리사의 하드 디스크에 접근할 수 있게 되었다. 1985년 1월, MacWorks는 리사를 매킨토시 XL로 변환하는 주요 시스템 응용 프로그램으로 MacWorks XL로 리브랜딩되었다.

#### 타사 소프트웨어

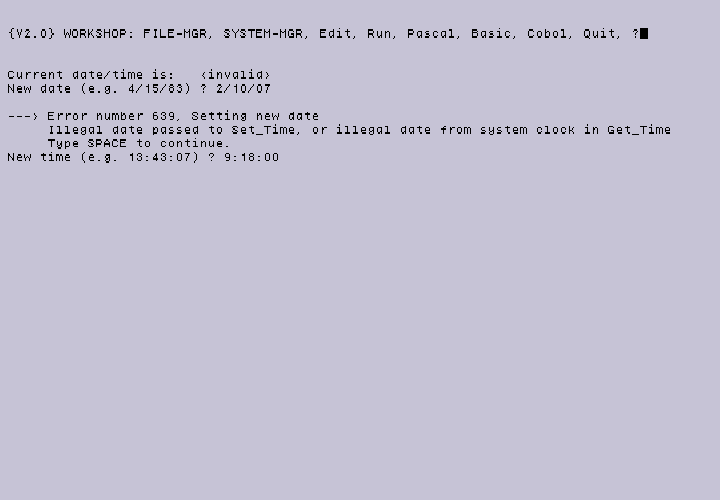
리사 워크숍

리사 오피스 시스템의 출시 버전은 프로그래밍에 사용할 수 없으며, 별도의 개발 OS인 리사 워크숍을 전환하여 부팅해야 했다. 리사 워크숍은 매킨토시 네이티브 개발 시스템이 출시될 때까지 처음 몇 년 동안 매킨토시 소프트웨어를 개발하는 데도 사용되었다. 리사의 수명 대부분 동안, 리사는 애플이 "모든 것을 할 수 있다"고 판단한 원래의 7가지 응용 프로그램만 가지고 있었다. UniPress Software는 유닉스 시스템 III를 1983년에 US$495에 출시했다.
산타 크루즈 오퍼레이션(SCO)은 리사 2용 마이크로소프트 제닉스(버전 3), 유닉스 계열 명령줄 운영체제, 그리고 제닉스용 마이크로소프트의 멀티플랜 2.1 스프레드시트를 발행했다. 다른 리사 제닉스 앱에는 Quadratron의 Q-Office 스위트가 포함된다.
UniPress Software는 또한 리사 2용 유닉스 시스템 V 버전을 제공했으며, C 컴파일러와 vi 및 C 셸과 같은 "버클리 확장"을 제공하고, 20MB에서 100MB 범위의 하드 드라이브와 이더넷 연결을 지원했다. 추가 응용 프로그램은 UniPress에서 구매할 수 있었으며, 더 저렴한 단일 사용자 에디션도 1984년에 US$495에 판매되었고, US$1495의 다중 사용자 에디션도 함께 판매되었다. 다양한 다른 프로그래밍 언어가 운영체제에서 지원되었다.

## 평가

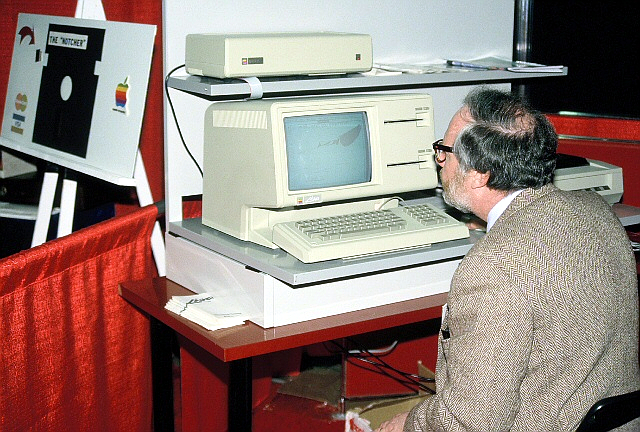
1983년 초 보스턴에서 열린 애플 컨벤션에서 원래의 리사가 작동하고 있다.

BYTE는 리사를 미리 보고 1983년 2월에 "지난 5년 동안 컴퓨터 개발에서 IBM PC를 쉽게 능가하는 가장 중요한 개발"이라고 썼다. 이 잡지는 9995달러의 가격이 높다는 것을 인정하고 "애플은 ... 대부분의 사람들이 비슷하지만 더 저렴한 기계에 엄청나게 관심이 있을 것이라는 사실을 모르는 것은 아니다. 어떻게 될지 지켜보자"고 결론 내렸다.
리사 2는 1984년 12월 BYTE에 의해 더 호의적으로 평가되었으며, "마이크로컴퓨터 산업 역사상 가장 저평가된 기계 ... 7000달러 미만의 가격대에서 다른 어떤 기계보다 더 다재다능하고 강력하다"고 설명되었다. 3495달러부터 시작하는 기본 모델은 주로 매킨토시 메모리의 4배를 가지고 매킨토시 소프트웨어를 실행할 수 있는 "와이드 스크린 매킨토시"로 인식되었지만, 그럼에도 불구하고 당시 "심지어 중간 규모의 매킨토시 응용 프로그램도 실행할 수 있는 유일한 실용적인 방법"이었다. 하드 디스크 모델은 4495달러부터 시작했으며, 지원되는 하드 디스크 크기의 범위와 "큰 메모리"는 기계의 다재다능함에 기여하는 것으로 여겨졌다. 문자 기반 디스플레이 지원은 "XENIX 및 UNIX 사용자에게 필수적"으로 간주되었으며, 이러한 다른 운영체제의 가용성 또한 리사를 매킨토시와 차별화하는 데 기여했다. 시스템 성능 또한 원래 리사 제품보다 향상되었다.
리사는 상업적인 실패였으며, 1980년의 애플 III 이후 회사의 가장 큰 실패였다. 애플은 총 약 10,000대의 리사 기계를 각각 약 US$9995에 판매하여, 1억 5천만 달러 이상의 개발 비용에 대해 총 1억 달러의 매출을 올렸다. 리사의 가장 큰 고객은 NASA였는데, NASA는 프로젝트 관리를 위해 리사프로젝트를 사용했다.
리사 2와 맥 롬을 활성화한 매킨토시 XL 버전은 리사 라인의 마지막 두 출시 모델이며, 1985년 4월에 단종되었다. 매킨토시 XL은 리사를 효과적으로 매킨토시 모드로 재부팅하기 위한 하드웨어 및 소프트웨어 변환 키트이다. 1986년에 애플은 모든 리사 및 XL 소유자에게 컴퓨터를 반환하고 1498달러를 지불하면 매킨토시 플러스와 하드 디스크 20을 받을 수 있는 기회를 제공했다. 보도에 따르면, 작동하지만 팔리지 않은 리사 컴퓨터 2,700대가 매립지에 묻혔다.

## 유산
리사의 애플 객체 지향 프로그래밍 문화는 1988년 매킨토시의 운영체제를 재구축하려는 첫 시도인 핑크의 구상에 기여했다.
1989년, 웨인 로싱이 썬 마이크로시스템즈로 이직한 후, 그는 애플에서의 시간을 회상하며 리사를 만드는 것이 힘든 작업이었다고 회상했다. 그는 시스템의 하드 디스크와 RAM은 필수이지 사치가 아니었지만, 시스템은 여전히 느리다고 말했다. 그는 1989년까지 애플에서 응용 프로그램 간의 리사 수준의 통합이 아직 반복되지 않았다고 언급했다.
원래 "Twiggy" 기반 리사 1 시스템은 살아남은 예시의 희소성으로 인해 경매에서 높은 가격에 팔린다. 리사 1의 경매 기록은 2024년 9월 10일에 세워졌는데, 마이크로소프트 공동 설립자 폴 앨런의 소유였던 리사가 882,000달러에 팔렸다.

## 같이 보기
- 매킨토시 128K